# Palinaspis quohogiformis
Palinaspis quohogiformis är en insektsart som först beskrevs av Merrill 1923.  Palinaspis quohogiformis ingår i släktet Palinaspis och familjen pansarsköldlöss. Inga underarter finns listade i Catalogue of Life.